# آشپزی لسوتویی

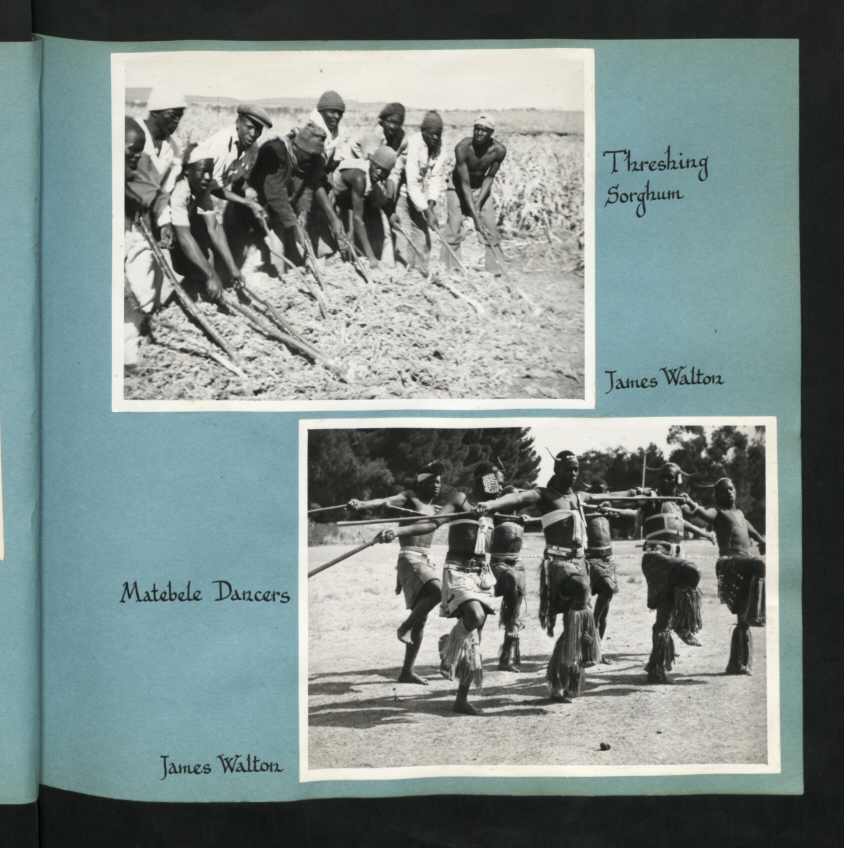
عکسی از مردان در حال خرمن کوبی سورگوم (بالا) و رقصندگان ماتبل (پایین) توسط جیمز والتون

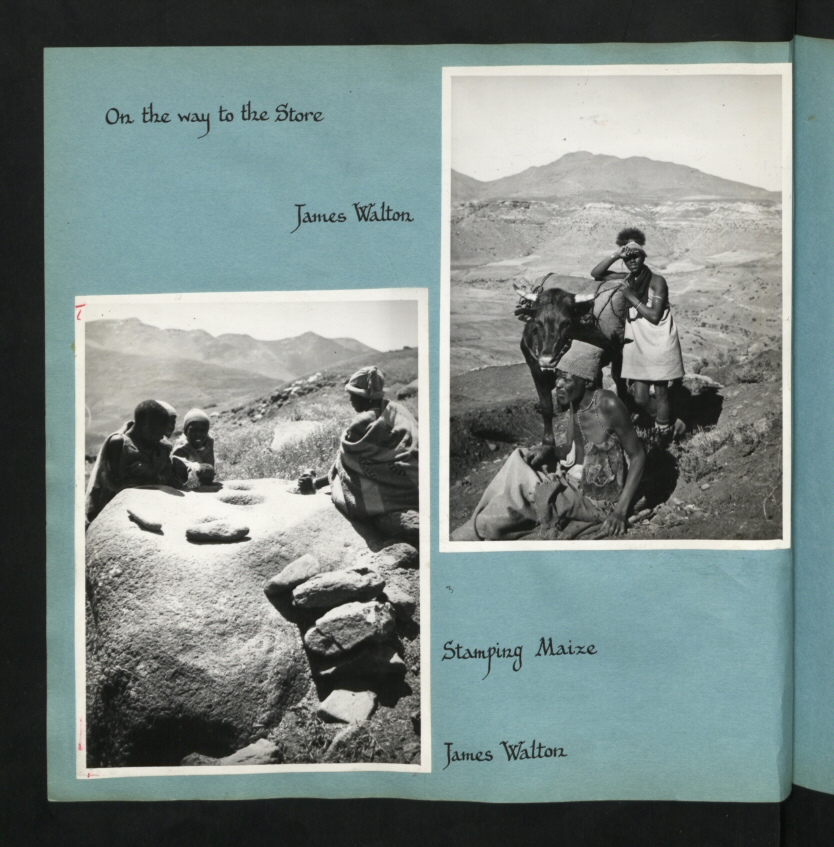
عکسی با عنوان «در راه فروشگاه» (بالا) و مهر زدن ذرت (پایین)

غذاهای باسوتو (مردم لسوتو) دارای سنت‌های آشپزی آفریقایی و تحت نفوذ آشپزی بریتانیایی است. لسوتو توسط کشور آفریقای جنوبی احاطه شده است و شیوه‌های آشپزی را با همسایه خود به اشتراک می‌گذارد.
فرهنگ غذایی لسوتو شامل لیخوبه (خورشی با لوبیا، انواع توت‌ها و سورگوم)، گوشت و سبزیجات است. غذاهای مبتنی بر ذرت، شامل پاپا و موتوهو (فرنی سورگوم تخمیر شده) است.
آشپزی باسوتو شامل سس‌هایی است که معمولاً نسبت به سایر کشورهای آفریقایی تندی کمتری دارند. سالاد چغندر و هویج از غذاهای جانبی رایج هستند.
در این آشپزی دسرهای بریتانیایی را می‌توان یافت.
سایر غذاهای سنتی عبارتند از:
- خورش دم گاو[۱]
- کاری[۱]
- کباب[۱]

## نوشیدنی‌ها
- آبجو زنجبیل[۱]
- آبجوهای محلی[۱]
- موتوهو (فرنی تخمیر شده)[۱]